# Stéphane Heuet

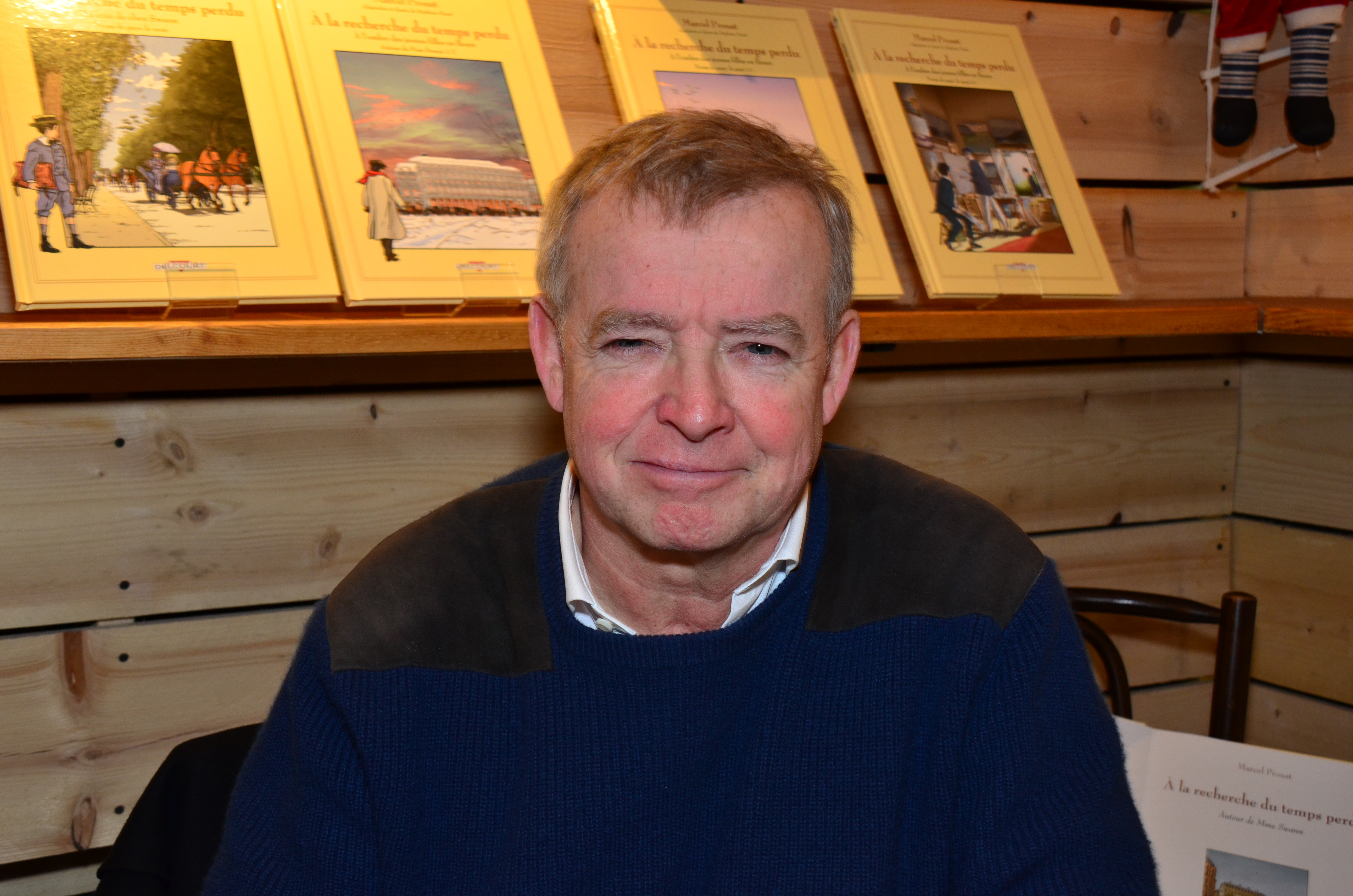
Stéphane Heuet

Stéphane Heuet (* 1957 in Brest, Bretagne) ist ein französischer Comiczeichner, Autor und Illustrator.

## Leben
Heuet ist der Sohn eines Offiziers der französischen Marine und Meeresliebhabers. Er bereiste selbst als Marinesoldat sieben Jahre die Welt, bevor er sich als Art-Director einer Werbeagentur dem Comic zuwandte.
Seit 1998 arbeitet Heuet an einer Comic-Adaption des Werks von Marcel Proust Auf der Suche nach der verlorenen Zeit (fr.: À la recherche du temps perdu). Bis 2021 waren acht Bände in französischer Sprache fertiggestellt, von denen bis 2022 alle acht in deutscher Sprache beim Knesebeck Verlag erschienen sind.
2010 erschien bei Éditions Arthaud ein Werk mit 16 Seefahrergeschichten der Weltliteratur, die vom Heuet nacherzählt und mit 150 Zeichnungen, Karten und Aquarellen veröffentlicht wurden.

## Veröffentlichungen
Auf der Suche nach der verlorenen Zeit
- Combray. 2010, ISBN 978-3-86873-261-0.
- Im Schatten junger Mädchenblüte. Teil I. 2011, ISBN 978-3-86873-262-7.
- Im Schatten junger Mädchenblüte. Teil II. 2011, ISBN 978-3-86873-263-4.
- Eine Liebe Swanns. Teil I. 2012, ISBN 978-3-86873-264-1.
- Eine Liebe Swanns. Teil II. 2012, ISBN 978-3-86873-265-8.
- Namen und Orte: Namen. 2014, ISBN 978-3-86873-699-1.
- Im Schatten junger Mädchenblüte – Im Umkreis von Madame Swann, Teil I, 2020, ISBN 978-3-95728-419-8.
- Im Schatten junger Mädchenblüte – Im Umkreis von Madame Swann, Teil II, 2022, ISBN 978-3-95728-607-9.

Sonstiges
- La Petite Bibliothèque maritime ideale. Arthaud, Paris 2010, ISBN 978-2-08-123793-3.

Buchillustrationen
- Philippe Bastien: La Dune qui chante. Histoire des pays du sable, Éditions L’Harmattan, Paris 2013, ISBN 978-2-343-02066-2.